# Airborne-monument (Eindhoven)

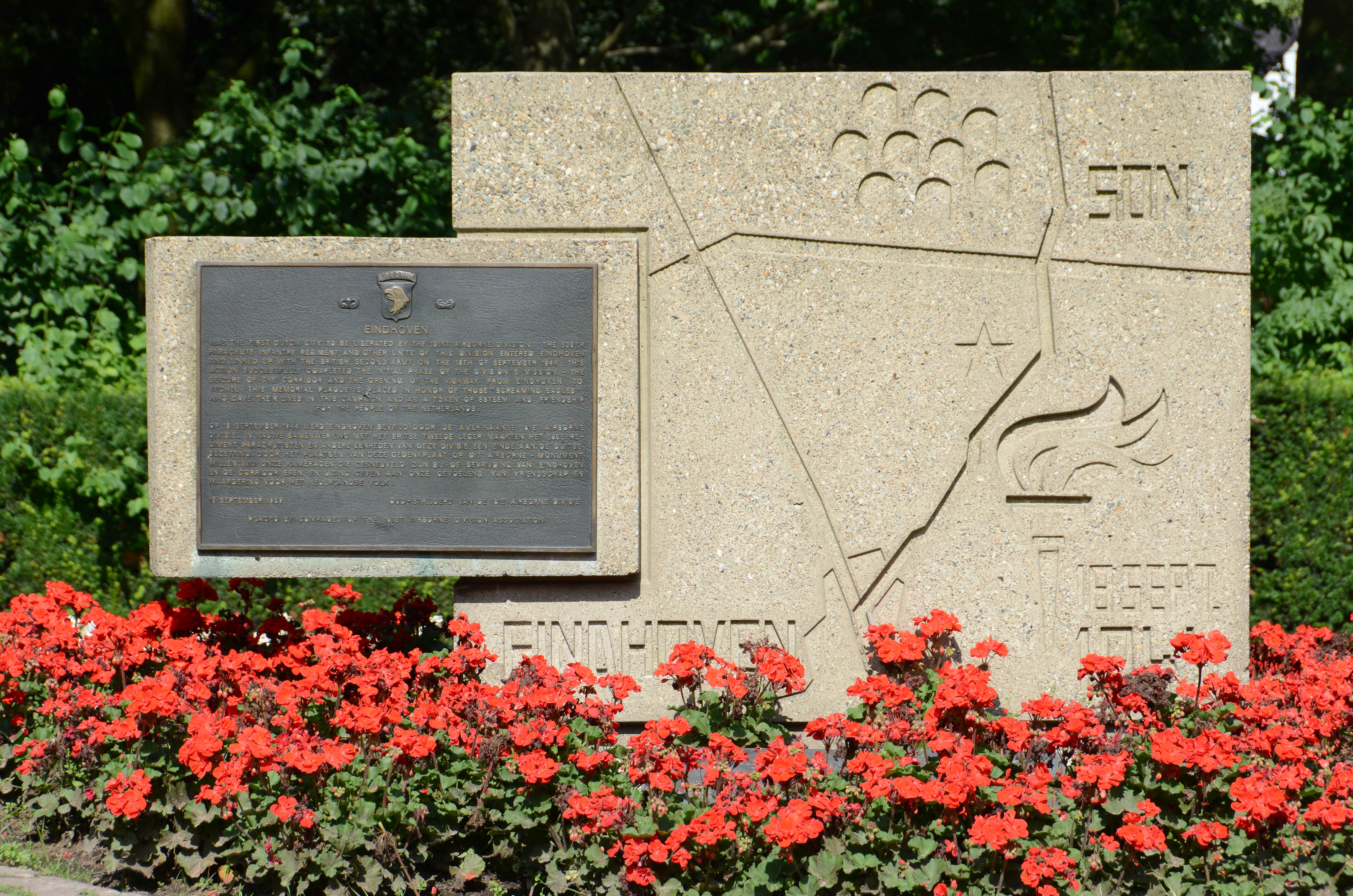
Airbornemonument te Eindhoven

Het Airborne-monument is een oorlogsmonument aan de Airbornelaan in Eindhoven. Het is onthuld op 22 september 1969 door twee veteranen van de 101e Luchtlandingsdivisie.

## Historische achtergrond
Het monument is geplaatst ter herdenking van de bevrijding van Eindhoven aan het einde van de Tweede Wereldoorlog. 
Tijdens Operatie Market Garden vonden luchtlandingen plaats bij Son. 
Daar landden o.a. eenheden van het 506th Parachute Infantry Regiment van de Amerikaanse 101e Luchtlandingsdivisie.
Op 18 september trokken zij vanuit Son als eerste bevrijders Eindhoven binnen.
Het monument ligt nabij de plek waar die troepen de Eindhovense gemeentegrens passeerden (later is de gemeentegrens meer noordelijk komen te liggen).

## Beschrijving

### Het monument
Het monument bevindt zich in een plantsoen aan de noordoostzijde van het viaduct van de Airbornelaan over de Kennedylaan in Eindhoven.
Het is een schenking van de "Airbornevrienden" op initiatief van Frans Kortie.
Het ontwerp is van Ir. André de Bock.
Het bestaat uit een gedenksteen van beton van 144 x 209 x 34 cm, waarop in reliëf een kaart is aangebracht met parachutes op de plaats (noordwestelijk van Son) waar de luchtlandingen plaatsvonden.
Op het reliëf staan de plaatsnamen Son en Eindhoven, en de datum: 18 sept. 1944.
Links daarvan is een bronzen plaquette aangebracht. Een tweede plaquette ligt voor het monument.

#### De staande plaquette
De plaquette is van brons en meet 53 x 75 x 2 cm.
Bovenaan de plaquette staat het 'Screaming Eagles'-embleem van de 101ste Airborne Divisie. 
Daaronder staat de tekst

Eindhoven

was the first Dutch city to be liberated by the 101st Airborne Division. The 506th

Parachute Infantry Regiment and other units of this division entered Eindhoven

and linked up with the British Second Army on the 18th of september, 1944. This

action successfully completed the initial phase of the division's mission - the

seizure of the corridor and the opening of the highway from Eindhoven to

Veghel. This memorial plaque is placed in honor of those "Screaming Eagles"

who gave their lives in this campaign and as a token of esteem and friendship

for the people of the netherlands.

Op 18 september 1944 werd Eindhoven bevrijd door de Amerikaanse 101e Airborne

Divisie. In nauwe samenwerking met het Britse Tweede Leger maakten het 506e re-

giment parachutisten en andere eenheden van deze divisie een einde aan de Duitse

bezetting. Door het plaatsen van deze gedenkplaat op dit Airborne-monument

willen wij onze kameraden die gesneuveld zijn bij de bevrijding van eindhoven

en de corridor eren en uiting geven aan onze gevoelens van vriendschap en

waardering voor het Nederlandse volk.

18 september 1969 Oud-strijders van de 101e Airborne Division
Placed by comrades of the 101st Airborne Division Association.
— Tekst op de staande plaquette

#### De liggende plaquette
Bovenaan de plaquette staan links het 'Screaming Eagles'-embleem en rechts  het gemeentewapen van Eindhoven. 
Daaronder staat de tekst

Dankbaar gedenkt Eindhoven zijn bevrijders

en in het bijzonder hen

die hun leven gaven voor onze vrijheid.

Eindhoven gratefully commemorates the liberators

and especially those

who gave their lives for our freedom.

1Lt Rudolf E. Bolte

Pfc Charles R. Deem Jr.

Pvt Martin J. Dodge

Capt John W. Kiley

Pfc James W. Miller

1Lt James H. Moore

Ssgt Frank E. Rick

Pvt Robert Vanklinken

Tec 4 Robert L. Cheever

Pvt Victor J. Deluca

1 Lt Fred A. Gibbs

Pfc Irving F. Krom

Pfc William R. Miller

Sgt William R. Myers

Pfc John H. Stephens Jr.

Sgt James L. Davidson

Pvt Marvin J. Descant

Pfc Godfrey J. Hanson

Pfc Vernon J. Menze

Pfc Robert J. Modracek

Sgt Willis Phillips

Pfc Francis L. Swanson
— tekst op de liggende plaquette

### Overige objecten
Nabij het monument bevinden zich twee zitbanken met tekst "101 Airborne" resp. "506 Regiment" en de emblemen van deze eenheden.

Voor deze zitbanken is op de grond een kleine gedenksteen aangebracht met de tekst 
Op 18 september 1944
begon hier de bevrijding
van Eindhoven
 Aan de straatkant staat een houten bord met het 'Screaming Eagles'-embleem van de 101ste Airborne Divisie en de tekst 
101 AIRBORNE
18 september 1944 Eindhoven bevrijd door de
101e Airborne Divisie en het Tweede Britse Leger

## Vandalisme en restauratie
In 1992 werd een van de twee plaquettes gestolen. Theo van Brunschot heeft in opdracht van de gemeente Eindhoven een replica gemaakt en het monument is gerestaureerd. In 2006 werd de gestolen plaquette teruggevonden in de Dommel; ze is overgedragen aan de Amerikaanse majoor-generaal Jeffrey J. Schoesser van de huidige 101ste Airborne Divisie om een plaats te krijgen in het museum van die divisie.

## Foto's

Klik voor vergroting
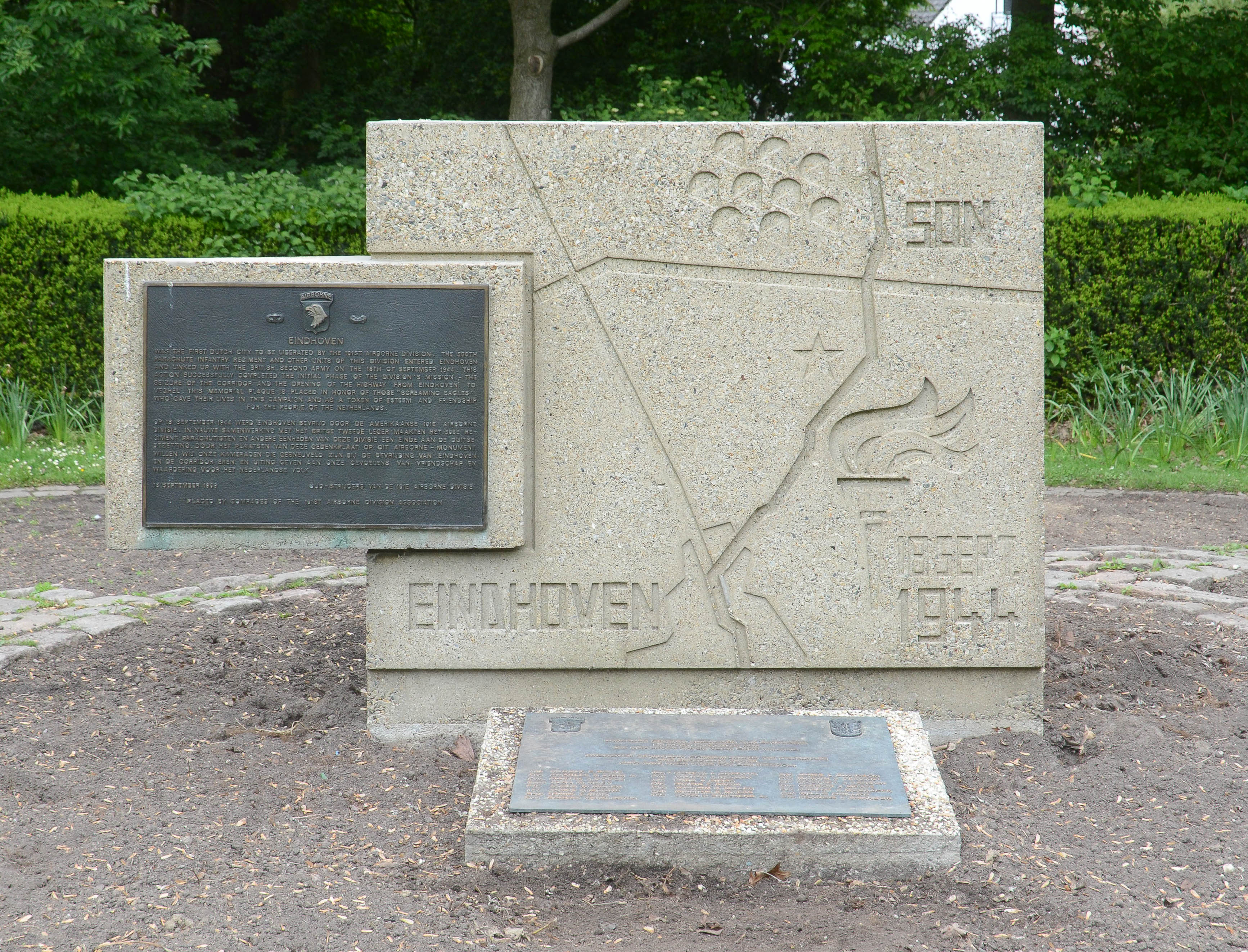
Het monument met beide plaquettes zichtbaar
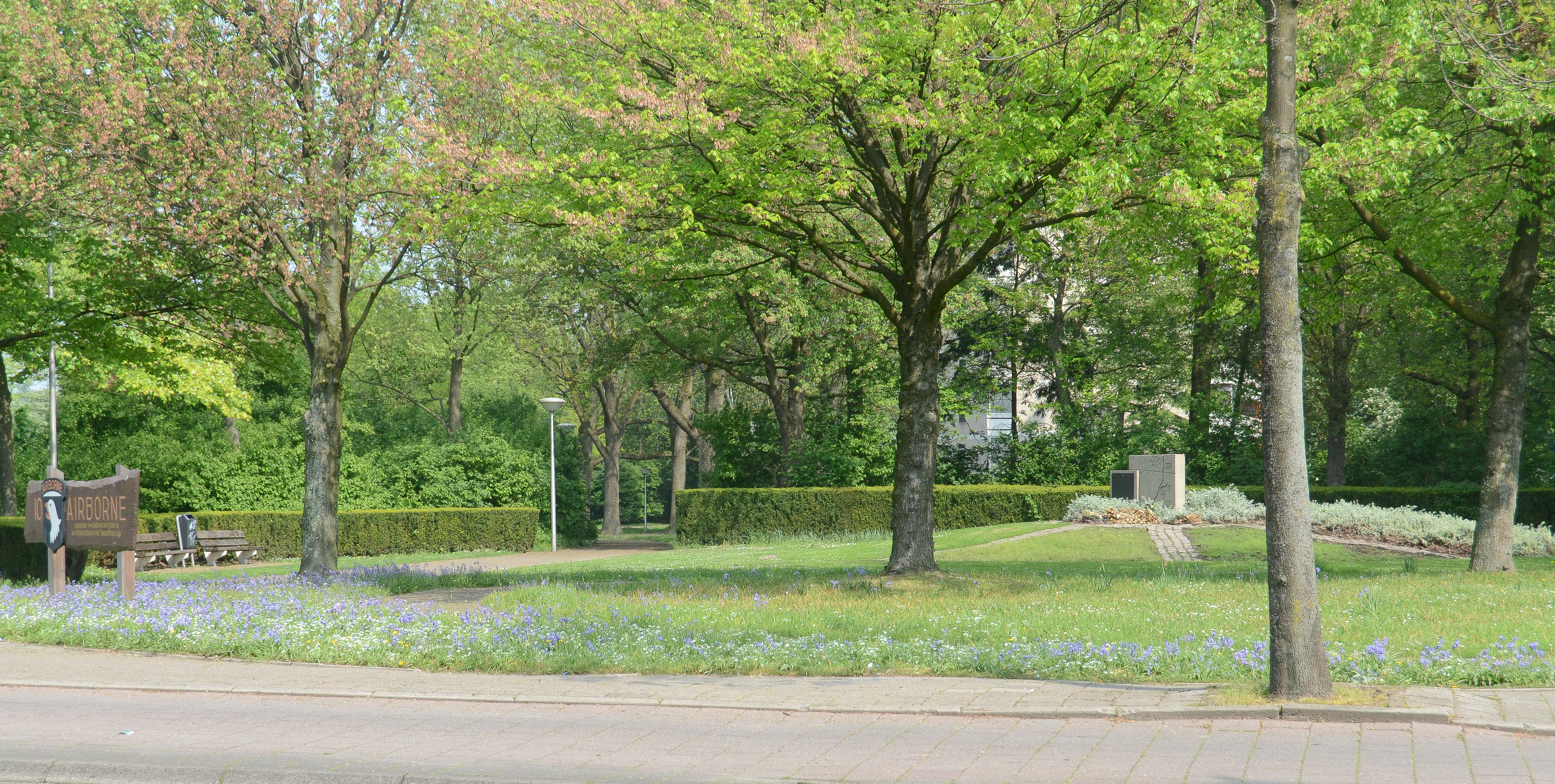
Overzicht vanaf de Airbornelaan
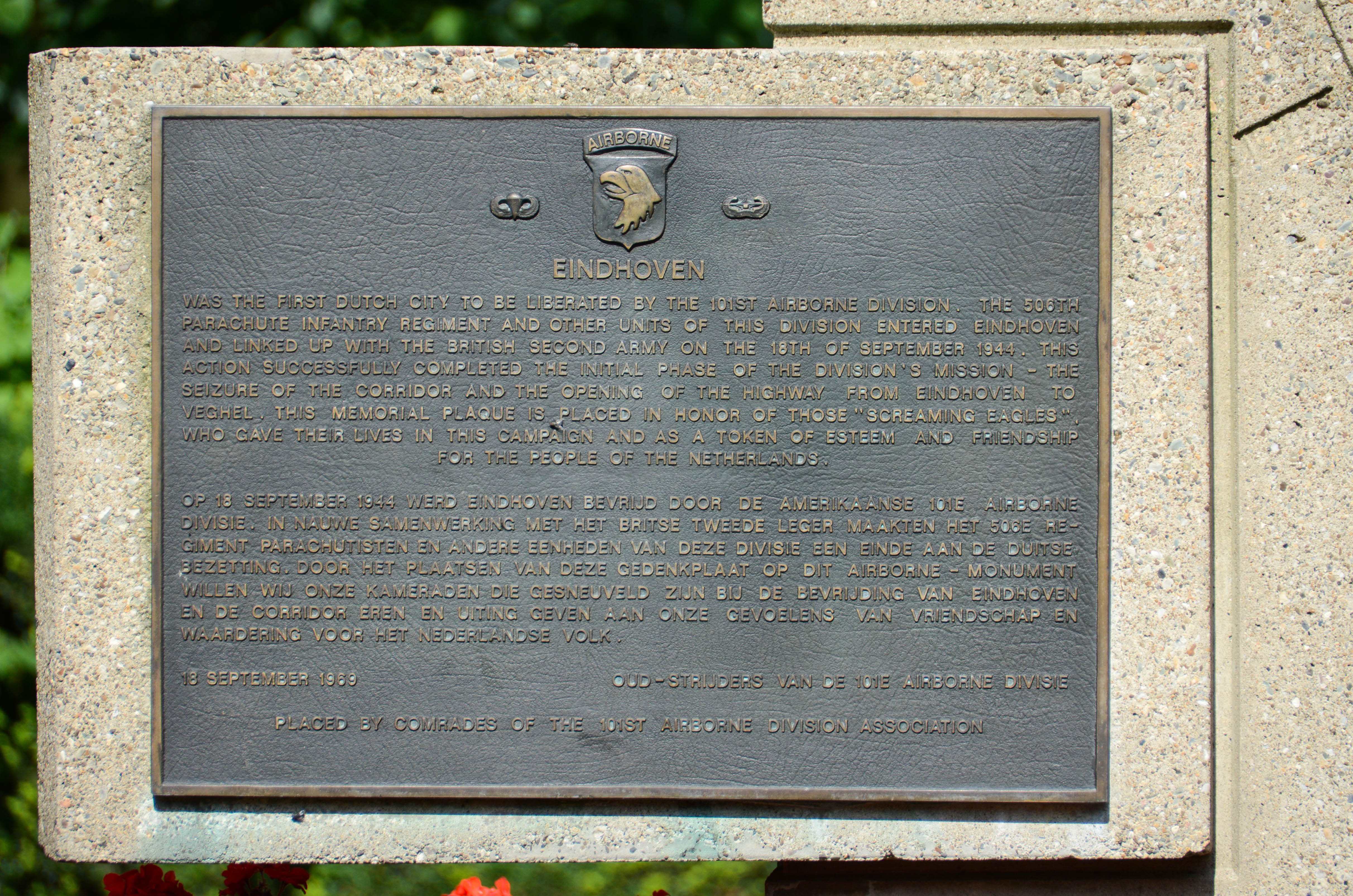
De plaquette op het monument
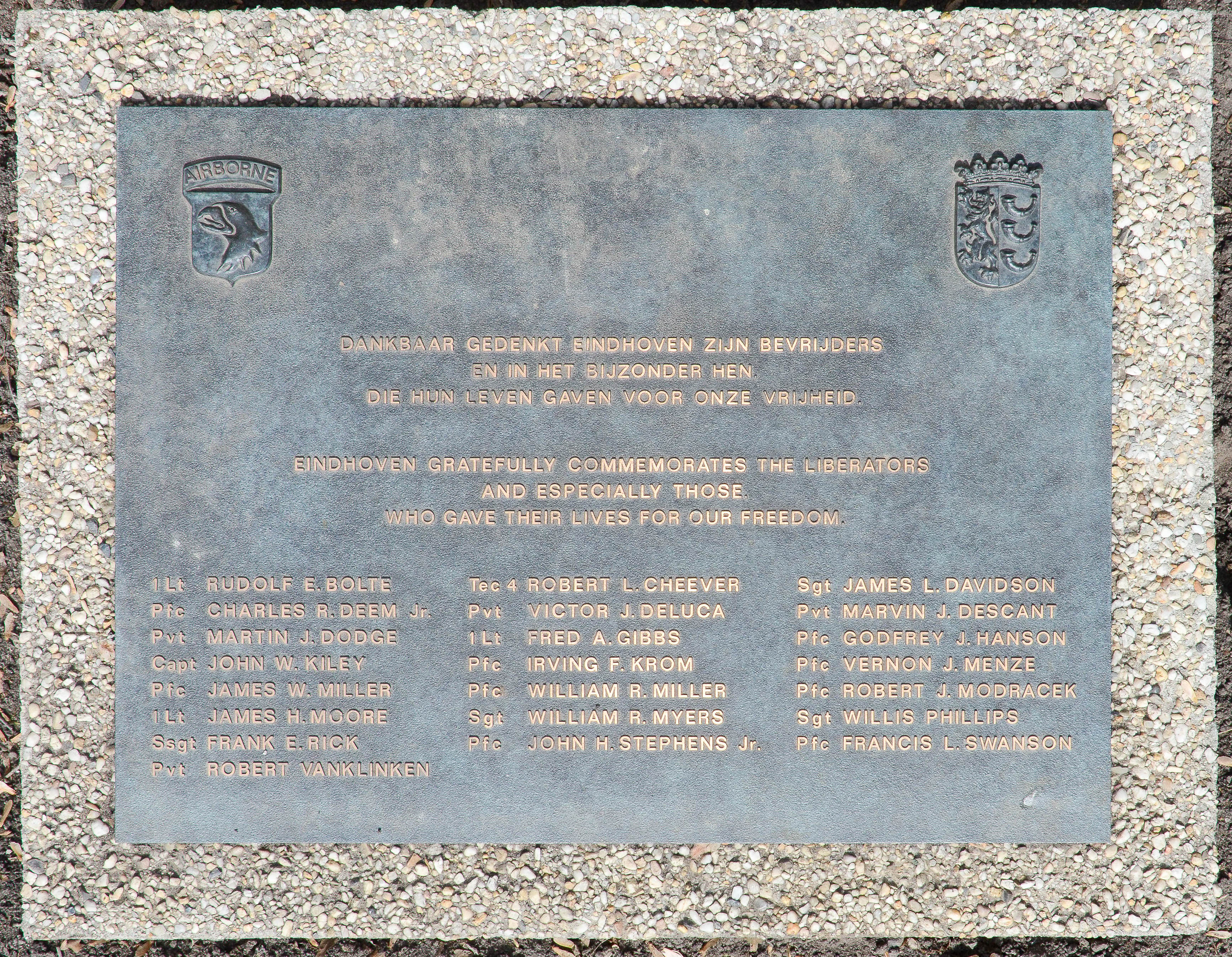
De plaquette die voor het monument ligt
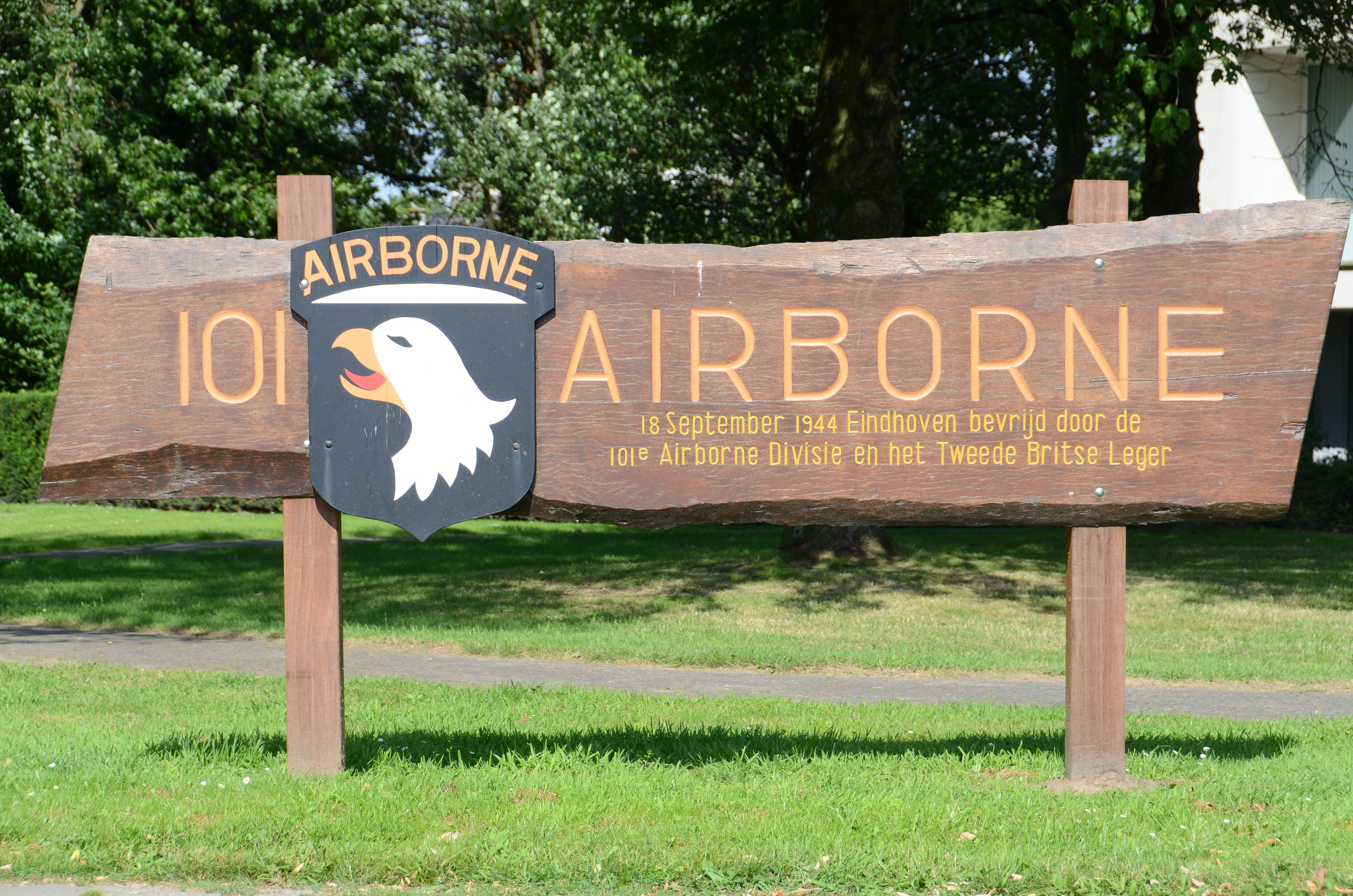
Het bord aan de straatzijde
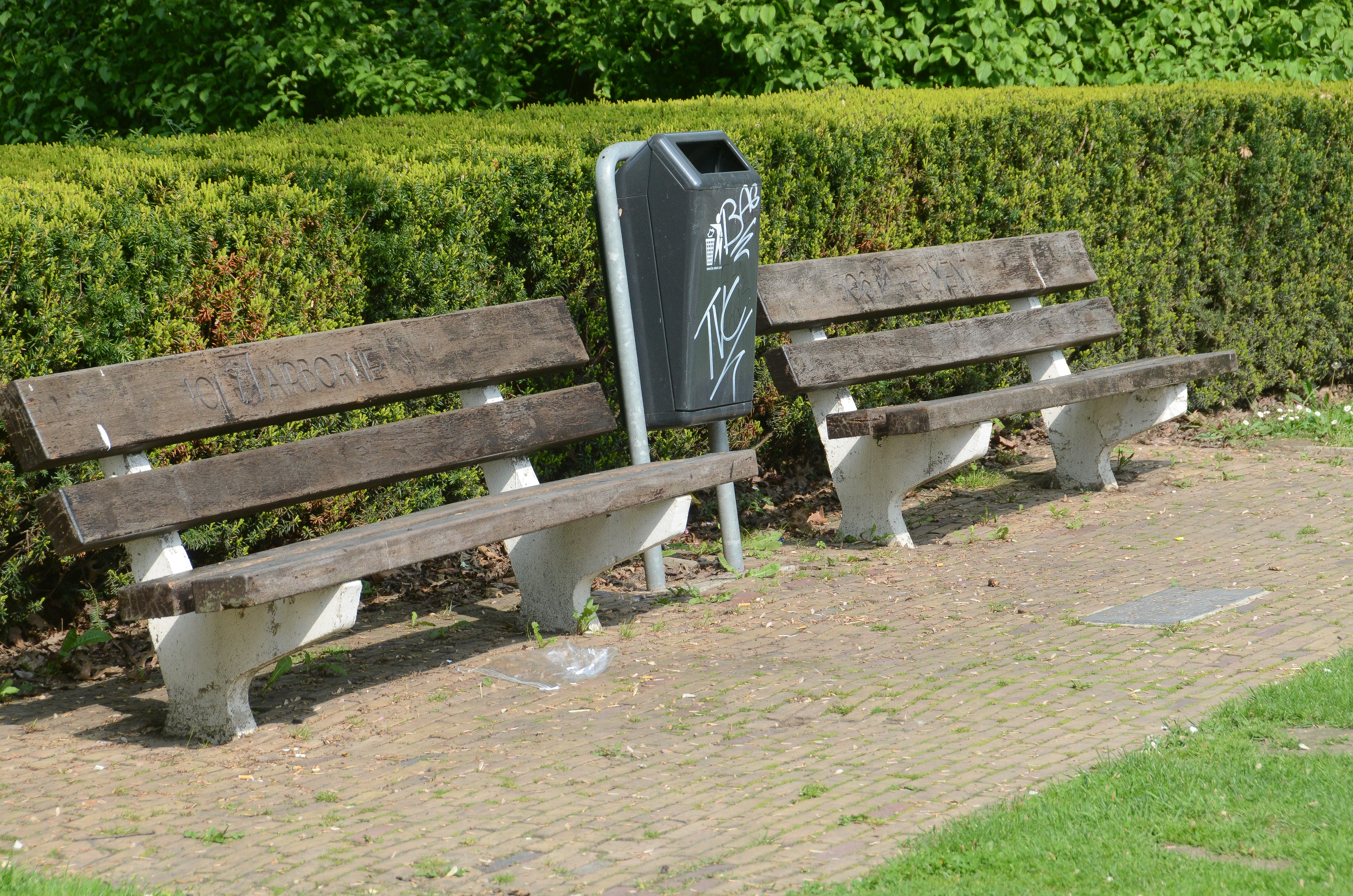
De zitbanken met daarvoor de gedenksteen
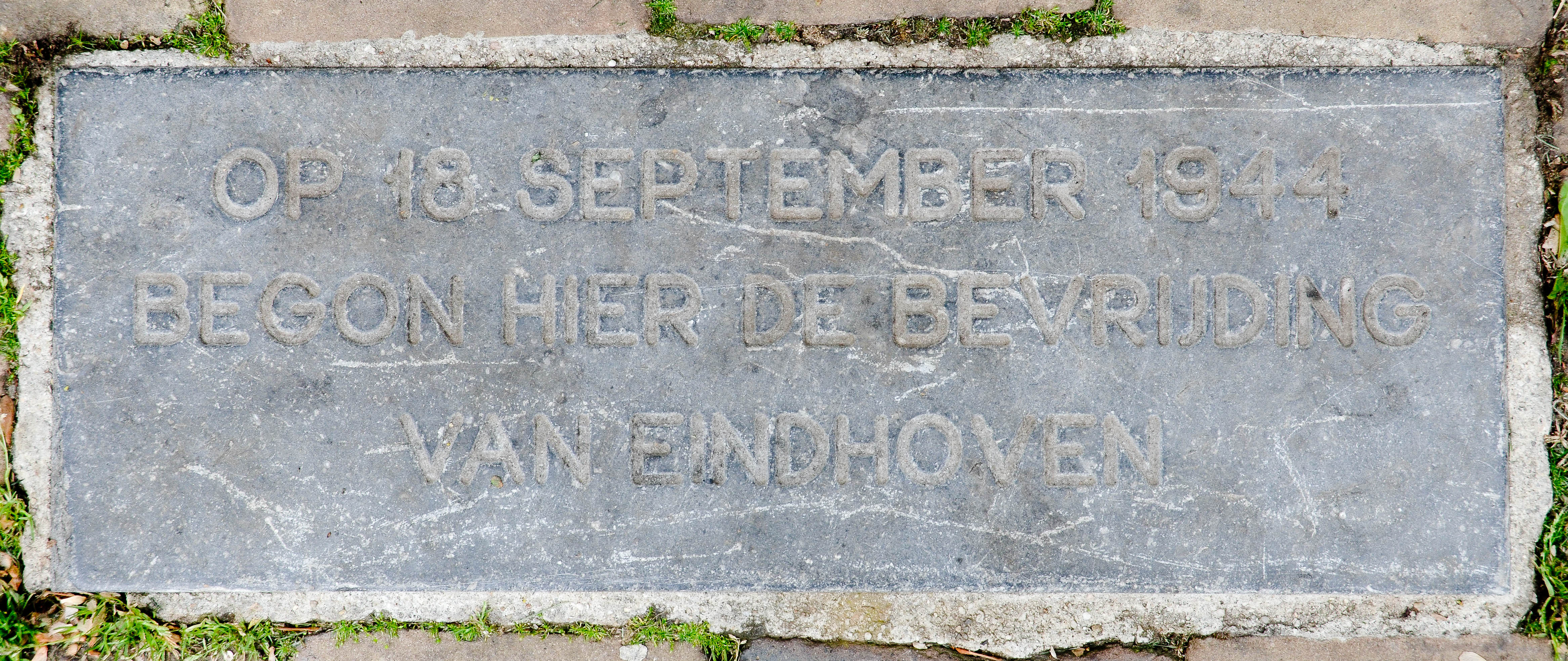
Gedenksteen voor het begin van de bevrijding van Eindhoven
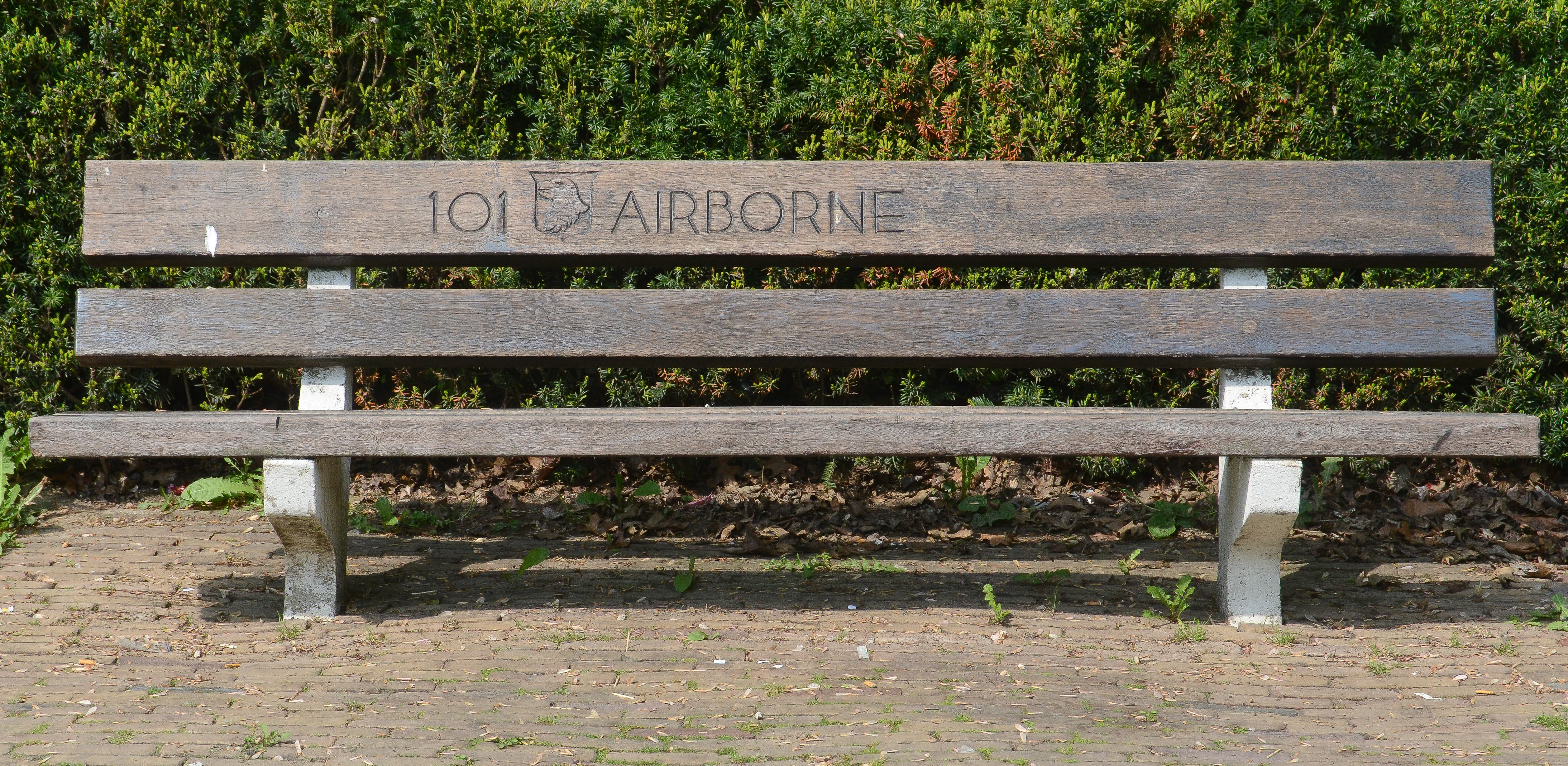
zitbank
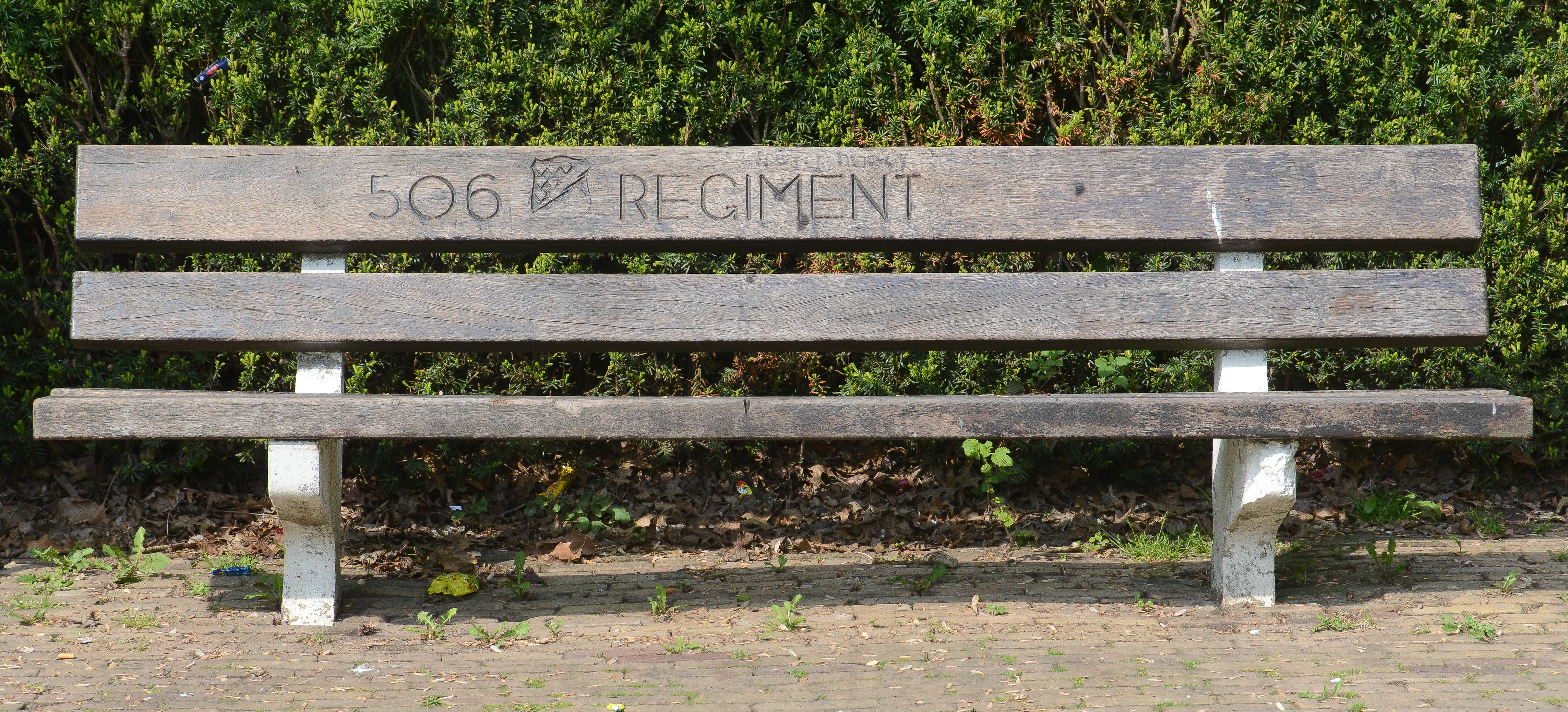
zitbank